# Guldbagge/Beste Hauptdarstellerin
Guldbagge: Beste Hauptdarstellerin
Gewinnerinnen des schwedischen Filmpreises Guldbagge in der Kategorie Beste Hauptdarstellerin (Bästa kvinnliga huvudroll). Das Schwedische Filminstitut vergibt seit 1964 alljährlich seine Auszeichnungen für die besten Filmproduktionen und Filmschaffenden des vergangenen Kinojahres Ende Januar beziehungsweise Anfang Februar auf einer abwechselnd in Stockholm oder Göteborg stattfindenden Gala.
Am erfolgreichsten in dieser Kategorie war die schwedische Schauspielerin Malin Ek, die es zwischen 1983 und 1991 auf drei Auszeichnungen brachte, gefolgt von Gunilla Röör und Viveka Seldahl mit je zwei Siegen. Als bisher einzige nicht-skandinavische Aktrice konnte sich 2003 die Russin Oxana Akinschina (Lilja 4-ever) in die Siegerliste einreihen.

## Preisträgerinnen

### 1964–1991
| Jahr | Preisträger                                     | Filmtitel                                                        | Deutscher Verleihtitel                            |                      |
| ---- | ----------------------------------------------- | ---------------------------------------------------------------- | ------------------------------------------------- | -------------------- |
| 1964 | Ingrid Thulin                                   | Tystnaden                                                        | Das Schweigen                                     |                      |
| 1965 | Eva Dahlbeck                                    | Kattorna                                                         | Cattorna – verbotene Zärtlichkeiten               |                      |
| 1966 | Christina Schollin                              | Ormen                                                            | nicht bekannt                                     |                      |
| 1967 | Bibi Andersson                                  | Persona                                                          | Persona                                           |                      |
| 1968 | Lena Nyman                                      | Jag är nyfiken – en film i gult Jag är nyfiken – en film i blått | Ich bin neugierig (gelb) Ich bin neugierig (blau) |                      |
| 1969 | Liv Ullmann                                     | Skammen                                                          | Schande                                           |                      |
| 1970 | Anita Ekström                                   | Jänken                                                           | Der kleine Yankee                                 |                      |
| 1971 | Preis nicht vergeben                            | Preis nicht vergeben                                             | Preis nicht vergeben                              |                      |
| 1972 | Monica Zetterlund                               | Äppelkriget Nybyggarna                                           | Apfelkrieg Das neue Land                          |                      |
| 1973 | Harriet Andersson                               | Viskningar och rop                                               | Schreie und Flüstern                              |                      |
| 1974 | Inga Tidblad                                    | Pistolen                                                         | nicht bekannt                                     |                      |
| 1975 | Lis Nilheim                                     | Maria                                                            | Maria                                             |                      |
| 1976 | Margaretha Krook                                | Släpp fångarne loss, det är vår!                                 | nicht bekannt                                     |                      |
| 1977 | Birgitta Valberg                                | Paradistorg                                                      | Ein Paradies                                      |                      |
| 1978 | Lil Terselius                                   | Den allvarsamma leken                                            | Das Spiel der Liebe und der Einsamkeit            |                      |
| 1979 | Sif Ruud                                        | En vandring i solen                                              | nicht bekannt                                     |                      |
| 1980 | Preis nicht vergeben                            | Preis nicht vergeben                                             | Preis nicht vergeben                              |                      |
| 1981 | Gunn Wållgren                                   | Sally och friheten                                               | Sally und die Freiheit                            |                      |
| 1982 | Sunniva Lindekleiv Lise Fjeldstad Rønnaug Alten | Liten Ida                                                        | Kleine Ida                                        |                      |
| 1983 | Kim Anderzon                                    | Andra dansen                                                     | nicht bekannt                                     |                      |
| 1983 | Malin Ek                                        | Mamma                                                            | nicht bekannt                                     |                      |
| 1984 | Preis nicht vergeben                            | Preis nicht vergeben                                             | Preis nicht vergeben                              | Preis nicht vergeben |
| 1985 | Gunilla Nyroos                                  | Berget på månens baksida                                         | Ein Berg auf der Rückseite des Mondes             |                      |
| 1986 | Malin Ek                                        | Falsk som vatten                                                 | nicht bekannt                                     |                      |
| 1987 | Stina Ekblad                                    | Amorosa Ormens väg på hälleberget                                | Amorosa Der Weg der Schlange auf dem Felsen       |                      |
| 1988 | Lene Brøndum                                    | Hip hip hurra!                                                   | nicht bekannt                                     |                      |
| 1989 | Lena T. Hansson                                 | Livsfarlig film                                                  | nicht bekannt                                     |                      |
| 1990 | Viveka Seldahl                                  | S/Y Glädjen                                                      | nicht bekannt                                     |                      |
| 1991 | Malin Ek                                        | Skyddsängeln                                                     | Der Schutzengel                                   |                      |

### Preisträgerinnen und Nominierungen von 1992 bis 1999
1992
Gunilla Röör – Freud Leaving Home (Freud flytter hjemmefra)
Ghita Nørby – Freud Leaving Home (Freud flytter hjemmefra)
Gloria Tapia – Agnes Cecilia – en sällsam historia

1993
Pernilla August – Die besten Absichten (Den goda viljan)
Helena Bergström – Fannys Farm (Änglagård)
Tova Magnusson-Norling – Tödliches Verlangen (Svart Lucia)

1994
Helena Bergström – Pariserhjulet und Der letzte Tanz (Sista dansen)
Basia Frydman – Die Schleuder (Kådisbellan)
Marika Lagercrantz – Ein Leben für Rita (Drömmen om Rita) und Morfars resa

1995
Suzanne Reuter – Yrrol
Ángeles Cruz – Pumans dotter
Viveka Seldahl – Änglagård – andra sommaren

1996
Gunilla Röör – Sommaren
Stina Ekblad – Pensionat Oskar
Marika Lagercrantz – Schön ist die Jugendzeit (Lust och fägring stor)

1997
Ghita Nørby – Hamsun
Lina Englund – Vinterviken
Gunilla Nyroos – Rusar i hans famn

1998
Johanna Sällström – Under ytan
Lena Endre – Flucht ohne Ausweg (Spring för livet)
Camilla Lundén – Flucht ohne Ausweg (Spring för livet)

1999
Alexandra Dahlström und Rebecka Liljeberg – Raus aus Åmål (Fucking Åmål)
Lena Endre – Momente der Wahrheit (Sanna ögonblick)
Anna Wallander – Hela härligheten

### Preisträgerinnen und Nominierungen von 2000 bis 2009
2000
Katarina Ewerlöf – Tomten är far till alla barnen
Harriet Andersson – Happy End
Regina Lund – The Lake (Sjön)

2001
Lena Endre – Die Treulosen (Trolösa)
Lia Boysen – Det nya landet
Sara Sommerfeld – Vingar av glas

2002
Viveka Seldahl – En sång för Martin
Helena Bergström – Deadline – Terror in Stockholm (Sprängaren)
Maria Lundqvist – Familjehemligheter

2003
Oxana Akinschina – Lilja 4-ever
Elisabeth Carlsson – Der Typ vom Grab nebenan... (oder wo die Liebe hinfällt) (Grabben i graven bredvid)
Tuva Novotny – Invisible – Gefangen im Jenseits (Den osynlige)

2004
Ann Petrén – Om jag vänder mig om
Pernilla August – Detaljer
Livia Millhagen – Miffo

2005
Maria Kulle – Fyra nyanser av brunt
Frida Hallgren – Wie im Himmel (Så som i himmelen)
Sofia Helin – Zurück nach Dalarna (Masjävlar)

2006
Maria Lundqvist – Die beste Mutter (Äideistä parhain)
Tuva Novotny – Fyra veckor i juni
Amanda Ooms – Harrys döttrar

2007
Haddy Jallow – Säg att du älskar mig
Oldoz Javidi – När mörkret faller
Amanda Ooms – Sök

2008
Sofia Ledarp – Wen man liebt (Den man älskar)
Julia Högberg – Den nya människan
Michelle Meadows – Darling

2009
Maria Heiskanen – Die ewigen Momente der Maria Larsson (Maria Larssons eviga ögonblick)
Lena Endre – Himlens hjärta
Cecilia Milocco – De ofrivilliga

### Preisträgerinnen und Nominierungen von 2010 bis 2019
2010
Noomi Rapace – Verblendung (Män som hatar kvinnor)
Malin Crépin – I skuggan av värmen
Stina Ekblad – Eine vernünftige Lösung (Det enda rationella)

2011
Alicia Vikander – Die innere Schönheit des Universums (Till det som är vackert)
Pernilla August – Miss Kicki
Noomi Rapace – Bessere Zeiten (Svinalängorna)

2012
Ann Petrén – Happy End
Magdalena Poplawalska – Between 2 fires
Helen Sjöholm – Simon (Simon och Ekarna)

2013
Nermina Lukač – Äta sova dö
Linda Molin – Bitchkram
Pernilla August – Call Girl

2014
Edda Magnason – Monica Z
Anna Odell – Återträffen
Gunilla Röör – En gång om året

2015
Saga Becker – Something Must Break (Nånting måste gå sönder)
Vera Vitali – Min så kallade pappa
Lisa Loven Kongsli – Höhere Gewalt (Turist)

2016
Malin Levanon – Tjuvheder
Félice Jankell – Unga Sophie Bell
Shima Niavarani – She's Wild Again Tonight

2017
Maria Sundbom – Flickan, mamman och demonerna
Jessica Szoppe – Sophelikoptern
Karin Franz Körlof – Den allvarsamma leken
Tuva Jagell – Pojkarna

2018
Lene Cecilia Sparrok – Das Mädchen aus dem Norden (Sameblod)
Evin Ahmad – Träum weiter (Dröm vidare)
Jennie Silfverhjelm – All Inclusive
Mia Skäringer – Solsidan

2019
Eva Melander – Border (Gräns)
Alba August – Astrid (Unga Astrid )
Léonore Ekstrand – The Real Estate (Toppen av ingenting)
Zahraa Aldoujaili – Amatörer

### Preisträgerinnen und Nominierungen ab dem Jahr 2020
2020
Emelie Garbers – Aniara
Sanna Sundqvist – Ring Mamma!
Vígdis Eliesersdóttir Hentze Bjørck – Fågelfångarens Son
Pernilla August – Britt-Marie war hier (Britt-Marie var här)
2021
Ane Dahl Torp – Charter
Irma von Platen – Inland
Josefin Neldén – Psykos i Stockholm
Josefine Stofkoper – Psykos i Stockholm
2022
Sofia Kappel – Pleasure
Lisa Carlehed – Utvandrarna
Wendy Chinchilla Araya – Clara Sola
Cecilia Milocco – Knackningar
2023
Sigrid Johnson – Comedy Queen
Bahar Pars – Maya Nilo (Laura)
Vera Vitali – Länge leve bonusfamiljen
Katia Winter – The Year I Started Masturbating (Året jag slutade prestera och började onanera)